# Vestibulární aparát
Vestibulární aparát je smyslový orgán v labyrintu vnitřního ucha obratlovců, zodpovědný za vnímání rovnováhy (slouží podobně jako statocysta bezobratlých). Vyvíjí se v embryonálním období z ušní plakody. Uvnitř je celý systém vyplněn endolymfou a vně obklopen perilymfou. V jednotlivých částech jsou přítomny smyslové neuromastové buňky.
Vestibulární systém je složen z několika dobře definovaných částí, z nichž jsou nejznámější:
- polokruhovité kanálky – pro vnímání úhlového zrychlení hlavy, tedy úhlový akcelerometr;[2]
- kulovitý váček (sacculus) – u člověka vnímání přímočarého vertikálního zrychlení,[3]
- vejčitý váček (utriculus) – u člověka vnímání přímočarého horizontálního zrychlení.[3]